# Pheidole bequaerti
Pheidole bequaerti är en myrart som beskrevs av Auguste-Henri Forel 1913. Pheidole bequaerti ingår i släktet Pheidole och familjen myror. Inga underarter finns listade i Catalogue of Life.